# Huân chương Lao động
Huân chương Lao động là một loại huân chương của Nhà nước Việt Nam Dân chủ Cộng hòa (nay là Cộng hòa Xã hội chủ nghĩa Việt Nam) dùng để ghi nhận các công lao đóng góp vào công cuộc xây dựng đất nước đã được Đảng Cộng sản Việt Nam, nhà nước và nhân dân Việt Nam chứng nhận.
Huân chương được đặt ra lần đầu theo Sắc lệnh số 65B/SL ngày 1 tháng 5 năm 1950 của Chủ tịch nước Việt Nam Dân chủ Cộng hòa. Luật Thi đua - Khen thưởng (ban hành ngày 26 tháng 11 năm 2003) quy định: Huân chương Lao động để tặng hoặc truy tặng cho cá nhân, tặng cho tập thể có thành tích xuất sắc trong lao động, sáng tạo, xây dựng Tổ quốc. Huân chương Lao động có 3 hạng được phân biệt bằng số sao đính trên dải và cuống huân chương: hạng Nhất có 3 sao, hạng Nhì có 2 sao, hạng Ba có 1 sao. Thẩm quyền tặng, truy tặng Huân chương Lao động do Chủ tịch nước quyết định.

## Mô tả
Huân chương Lao động gồm có 3 phần:

Huân chương Lao động hạng nhất mẫu năm 2014

- Cuống: viền ngoài màu vàng, trong bằng tơ rayon dệt màu đỏ cờ, có hai vạch màu xanh lục hai bên, gắn sao theo hạng, cốt bằng đồng đỏ mạ vàng hợp kim nico dày 3 micron; kích thước 28 mm × 14 mm.
- Dải: hình chữ A cách điệu, bằng tơ rayon dệt màu đỏ cờ có hai vạch màu xanh lục hai bên, gắn sao theo hạng, cốt bằng đồng đỏ mạ vàng hợp kim nico dày 3 micron; kích thước 28 mm × 51 mm × 41 mm × 51 mm.
- Thân: hình tròn đường kính 38 mm, nền vàng, phía trên có dòng chữ "Huân chương Lao động" (màu đỏ), phía trong: bên trái là hình bông lúa, bên phải là bánh xe lịch sử bao quanh sao vàng năm cánh dập nổi, phía dưới là dải lụa đỏ có dòng chữ "Việt Nam" (màu vàng), tất cả các chi tiết được đặt trong khung viền màu xanh, chất liệu bằng đồng đỏ mạ vàng hợp kim nico dày 3 micron.

## Hình thức, đối tượng và tiêu chuẩn khen thưởng

### Huân chương Lao động hạng Nhất
1. Để tặng hoặc truy tặng cho cá nhân đạt một trong các tiêu chuẩn sau:
  - Đã được tặng Huân chương Lao động hạng Nhì và sau đó được tặng danh hiệu "Chiến sĩ thi đua toàn quốc";
  - Có phát minh, sáng chế, công trình khoa học hoặc tác phẩm xuất sắc cấp Nhà nước;
  - Lập được thành tích đặc biệt xuất sắc đột xuất hoặc có quá trình cống hiến lâu dài trong cơ quan, tổ chức, đoàn thể.
2. Để tặng cho tập thể đạt một trong các tiêu chuẩn sau:
  - Đã được tặng Huân chương Lao động hạng Nhì, 5 năm tiếp theo liên tục đạt danh hiệu "Tập thể Lao động xuất sắc" hoặc "Đơn vị quyết thắng" và có ba lần được tặng Cờ thi đua cấp bộ, ngành, tỉnh, đoàn thể trung ương hoặc hai lần được tặng Cờ thi đua của Chính phủ;
  - Lập được thành tích đặc biệt xuất sắc đột xuất.

### Huân chương Lao động hạng Nhì
1. Để tặng hoặc truy tặng cho cá nhân đạt một trong các tiêu chuẩn sau:
  - Đã được tặng Huân chương Lao động hạng Ba, sau đó có hai lần được tặng danh hiệu Chiến sĩ thi đua cấp bộ, ngành, tỉnh, đoàn thể trung ương hoặc một lần được tặng Bằng khen của Thủ tướng Chính phủ;
  - Có phát minh, sáng chế, công trình khoa học hoặc tác phẩm xuất sắc cấp bộ, ngành, tỉnh, đoàn thể trung ương;
  - Lập được thành tích xuất sắc đột xuất hoặc có quá trình cống hiến lâu dài trong các cơ quan, tổ chức, đoàn thể.
2. Để tặng cho tập thể đạt một trong các tiêu chuẩn sau:
  - Đã được tặng Huân chương Lao động hạng Ba, 5 năm tiếp theo liên tục đạt danh hiệu "Tập thể Lao động xuất sắc" hoặc "Đơn vị quyết thắng" và có hai lần được tặng Cờ thi đua cấp bộ, ngành, tỉnh, đoàn thể trung ương hoặc một lần được tặng Cờ thi đua của Chính phủ;
  - Lập được thành tích xuất sắc đột xuất.

### Huân chương Lao động hạng Ba
1. Để tặng hoặc truy tặng cho cá nhân đạt một trong các tiêu chuẩn sau:
  - Có 7 năm liên tục đạt danh hiệu "Chiến sĩ thi đua cấp cơ sở" và có hai lần được tặng Bằng khen cấp bộ, ngành, tỉnh, đoàn thể trung ương hoặc một lần được tặng Bằng khen của Thủ tướng Chính phủ;
  - Có công trình khoa học, nghệ thuật hoặc có sáng kiến, giải pháp hữu ích được Hội đồng khoa học cấp bộ đánh giá xuất sắc, được ứng dụng vào thực tiễn đem lại hiệu quả cao, thiết thực;
  - Lập được thành tích xuất sắc đột xuất hoặc có quá trình cống hiến lâu dài trong các cơ quan, tổ chức, đoàn thể.
2. Để tặng cho tập thể đạt một trong các tiêu chuẩn sau:
  - Có 5 năm liên tục đạt danh hiệu "Tập thể Lao động xuất sắc" hoặc "Đơn vị quyết thắng" và có một lần được tặng Cờ thi đua cấp bộ, ngành, tỉnh, đoàn thể trung ương hoặc một lần được tặng Bằng khen của Thủ tướng Chính phủ;
  - Lập được thành tích xuất sắc đột xuất.